# Korean Broadcasting System
Korean Broadcasting System (KBS) ist eine südkoreanische Rundfunkanstalt, die mehrere Hörfunk- und Fernsehprogramme betreibt. Es ist die älteste öffentlich-rechtliche und die größte Rundfunkanstalt in Südkorea.

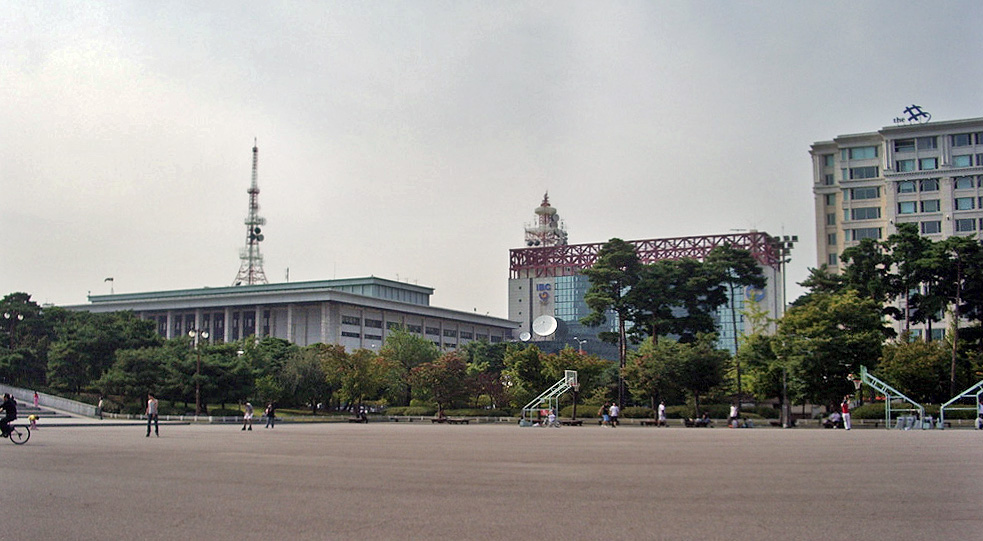
Hauptquartier von KBS in Seoul

## Struktur
KBS ist eine 'öffentlich-rechtliche' Einrichtung, welche durch ein Gesetz geregelt öffentliche Mittel von der südkoreanischen Regierung erhält, aber unabhängig geführt werden soll. Allerdings wird der Intendant von der Regierung ernannt. Aus Protest gegen die Einmischung des Präsidialamtes unter Park Geun-hye in Belange des Senders traten am 19. Mai 2014 KBS-Reporter in einen Streik und forderten den Rücktritt des Intendanten Gil Hwan-young, der diesen verweigerte. Am 22. Mai traten dreizehn leitende Programmdirektoren ebenfalls in den Streik, nachdem auch deren Rücktrittsforderung keinen Erfolg zeigte.
Rund 37,3 % des Einkommens erhält KBS aus dem Einzug von Fernsehgebühren. Die monatliche Fernsehgebühr beträgt 2.500 Won. Der größere Teil, nämlich 39,8 % des Einkommens stammt aus dem Verkauf von Werbezeit. Für staatliche Programme wie zum Beispiel dem internationalen Radiodienst (Radio Korea International, Teil von KBS World Radio) erhält KBS ebenfalls Gelder von der Regierung.

## Kanäle

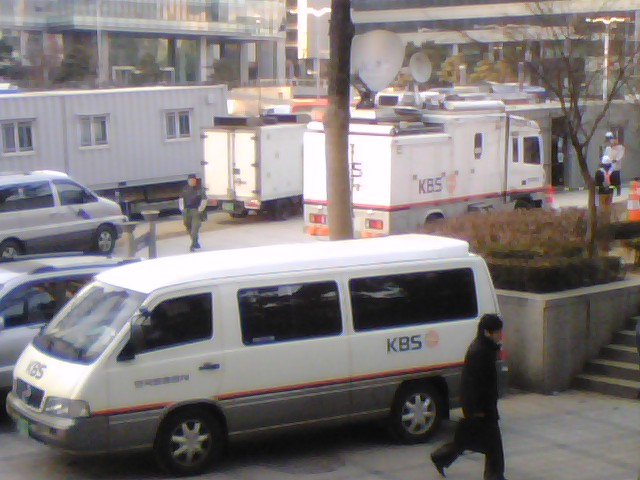
Dienstwagen des KBS

### Terrestrisch
- KBS 1TV – Das Programm umfasst Nachrichten, Aktuelles, Bildung und Kultur. Sendebeginn war 1961 als KBS-TV.[5] KBS 1TV zeigt keinerlei Werbung und finanziert sich ausschließlich aus Fernsehgebühren.
- KBS 2TV – Gezeigt werden Unterhaltungsprogramme und Sport. Sendebeginn war 1980 als Ersatz für TBC-TV.
- KBS UHD – Fernsehen in Ultra High Definition Television seit Start des Testbetriebs im April 2014 auf Kanal 66.[6] Offizieller Senderstart war im Mai 2017.[7]

### Kabel und Satelliten TV
- KBS Prime – Kultursender, Sendebeginn 1996 als KBS satellite 2, 2002 nach KBS Korea umbenannt.
- KBS Drama – früher als KBS Sky Drama bekannt, Sendebeginn 2002.
- KBS N Sports – Sportsender, früher als KBS Sports/KBS Sky Sports bekannt, Sendebeginn 2002.
- KBS Joy – Unterhaltungssender, Sendebeginn 2006.
- KBS Kids – Kinderkanal, Sendebeginn 2012.[8]
- KBS W – Frauensender, Sendebeginn 2013.[9]

Diese sechs Kanäle werden in Korea via Kabel und Satellit ausgestrahlt. Es gibt mehr als 100 Kabel-TV-Anbieter. Jedoch gibt es mit Skylife nur einen einzigen Anbieter von Satelliten-TV. Diese Kanäle werden von KBS N, einer Tochterfirma von KBS unterhalten.

### Radio
- KBS Radio 1 (AM/FM) – Nachrichten, Aktuelles, Dokumentationen und Kultur. Wurde 1927 als JODK gestartet.
- KBS Radio 2 (AM/FM) – Unterhaltung. Beginn 1961 als 2. Programm von KBS.
- KBS Radio 3 (AM) – Sendeaufnahme 1964 als RSB (Radio Seoul Broadcasting), in den 70er Jahren nach TBC Radio umbenannt, heutiger Name seit 1980, jedoch Sendeeinstellung 1981, wurde durch KBS Radio 2 (heute EBS FM) ersetzt, wieder Sendebeginn im Jahre 2000, spin-off von KBS Radio 2.
- KBS 1FM (FM) – klassische und volkstümliche Musik. Sendebeginn 1979 als KBS-FM.
- KBS 2FM (89.1 MHz Cool FM) – Popmusik. Sendebeginn 1966 als TBC-FM.
- KBS social radio (Kurzwelle) – Sendebeginn 1975 als KBS drittes Programm.
- KBS World Radio – internationale Sendung [s. auch Kurzwellenrundfunk].

## Liste von KBS-Programmen

### Fernsehserien
- Miuna Gouna (Likable or Not) (미우나고우나; 2007-)
- Dae Joyoung (대조영; 2006~)
- Hwang Jin-i (황진이; 2006)
- The Invisible Man (투명인간 최장수; 2006)
- Erexion (이레자이온; 2006)
- Pure In Heart (열아홉 순정; 2006)
- Wedding (2005)
- Sassy Girl Chun Hyang (쾌걸 춘향; 2005)
- Immortal Yi Soon-shin (불멸의 이순신; 2004)
- Forbidden Love (구미호외전; 2004)
- Full House (풀하우스; 2004)
- Emperor of the Sea (해신; 2004)
- Empress Myeongseong (명성황후; 2001)
- Mina (미나; 2001)
- Endless Love-Serien:

- Autumn Fairy Tale (가을동화; auch bekannt als Autumn In My Heart; 2000)
- Winter Sonata (겨울연가; 2002)
- Summer Scent (여름향기; 2003)
- Spring Waltz (봄의 왈츠; 2006)

- First Love (첫사랑; 1996)
- Papa (파파; 1996)
- Salut D’Amour (사랑의 인사; 1994)
- Love OK (사랑해도 괜찮아)
- Drama City (드라마시티 연꽃 피던 날)
- Dream High

### Dokumentarsendungen
- KBS Special (KBS 스페셜)
- The Story of Korean History (한국사'전')
- Science Cafe (과학카페)
- Kingdom of Animals (동물의왕국)

### News und Aktualitäten
- KBS News 9 (KBS 9시뉴스. Hauptnachrichtensendung auf KBS 1TV)
- KBS News Plaza (KBS 뉴스광장. Frühstücksfernsehen)
- KBS News 7 (KBS 뉴스네트워크. Abendsendung mit regionalen Teilen)
- KBS Newsline (KBS 뉴스라인. Spätabendsnachrichtensendung)
- Midnight Debate-Live (생방송 심야토론. Diskussionssendung am Sonntagabend)
- Media Focus (미디어 포커스. Medienmagazin)
- Coverage-File 4321 (취재파일 4321. Sonntägliches Nachrichtenmagazin)

### Unterhaltung
- 1 vs. 100 (1 대 100, Sendebeginn 1. Mai 2007. Zweitgrößte Quizshow. Höchstgewinn: 50,000,000 Won.)
- The Clinic for Married Couples: Love and War
- Comedy File
- Concert 7080 (콘서트7080)
- Gag Concert (개그콘서트)
- Happy Sunday (해피선데이)
- Happy Together (해피투게더 Season 3)
- Imagination Plus (상상 플러스)
- Sponge (스펀지, Wöchentliches 'Infotainment' Programm)
- Laughter Club (폭소 클럽)
- Love Letter by Yun Do-hyeon (윤도현의 러브레터)
- Music Bank (뮤직 뱅크)
- Quiz Daehanminguk (bedeutet 'Quiz Korea', die größte koreanische Quiz Show. Hauptgewinn: 60,000,000 Won.)
- Star Golden Bell
- Smile Station(웃음 충전소)
- Vitamin (비타민)

### Kindersendungen
- Pani Pani (파니파니)

### Diverse
- Teletubbies (텔레토비)
- Beauties’ Chattering (미녀들의 수다, Talkshow mit Ausländerinnen)

## KBS World
KBS World ist die internationale Abteilung von KBS. Der Sendebetrieb wurde am 1. Juli 2003 aufgenommen. Der TV-Kanal von KBS World besteht zum größten Teil aus Sendungen von KBS 1TV und KBS 2TV. KBS World wird über mehrere internationale Netzwerke und Satelliten verbreitet und ist in 32 Ländern empfangbar. In einigen Ländern kann das Programm nur gegen Entgelt (im Abonnement) empfangen werden, so auch (über Satellit) in Deutschland. KBS World ist ebenfalls in einigen deutschen Kabelnetzen zu sehen. Ab dem 1. Februar wird der verschlüsselte Betrieb über Satellit im SD-Format eingestellt. Die Ausstrahlung im HD-Format begann Anfang des Jahres unverschlüsselt und ist daher kostenlos.
Auf Mittel- und Kurzwelle sowie auf UKW werden täglich insgesamt 60 Stunden Hörfunkprogramm in verschiedenen Sprachen ausgestrahlt, darunter auch ein einstündiges deutschsprachiges Programm auf Kurzwelle 3955 kHz (ab 21 Uhr MEZ).
KBS World Japan wird von KBS Japan betrieben. KBS Japan ist eine weitere Tochterfirma von KBS. Praktisch sämtliche Sendungen werden mit japanischen Untertiteln ausgestrahlt.

## Ausländische Partner
- ABS-CBN (Philippinen)
- GMA Network (Philippinen)
- TF1 (Frankreich)
- ZDF (Deutschland)
- CBC (Kanada)
- NHK (Japan)